# Spectromètre imageur de l'Observatoire du mont Mégantic
Le Spectromètre imageur de l'Observatoire du mont Mégantic, plus communément appelé SpiOMM, est un spectromètre imageur par transformée de Fourier et un équipement de l'Observatoire du mont Mégantic au Québec.
Le SpiOMM a été développé conjointement par l’Université Laval, ABB, l’Institut national d'optique et l’Agence spatiale canadienne. La conception de l’instrument a son origine à l’Université Laval avec le chercheur Laurent Drissen et ses étudiants. Il s’agit d’un interféromètre de Michelson actif dans le spectre visible (350 à 900 nm).  Les premières observations datent de 2004.